# Freddy Pharkas: Frontier Pharmacist
Freddy Pharkas: Frontier Pharmacist est un jeu vidéo d'aventure en pointer-et-cliquer développé par Al Lowe et Josh Mandel et édité par Sierra On-Line, sorti en 1993 sur DOS, Windows et Mac.

## Accueil
- Adventure Gamers : 4/5[1]